# 여전사 지나
《여전사 지나》(Xena: Warrior Princess)는 1995년 9월 4일부터 2001년 6월 19일까지 방영한 미국의 초자연 환상 모험 시리즈이다. 이 시리즈는 1995년에 각본가이자 감독인 로버트 테이퍼트가 르네상스 픽처스를 통해 만들었다.
이 시리즈는 팬덤, 패러디, 학계의 집중을 받았으며 그 밖의 다른 텔레비전 시리즈의 행로에 영향을 미쳤다.